# 本圀寺
本圀寺（日语：／ Honkoku-ji，原名「本國寺」）是位在日本京都府京都市山科區的寺院，日蓮宗大本山。山號「大光山」（だいこうざん）。本尊大曼荼羅、開基（創立者）為日蓮。相對於「東之祖山」久遠寺，被稱為「西之祖山」。
「圀」為「國」的則天文字。「本圀寺」原名「本國寺」，江戶時代的大名和主修《大日本史》的著名歷史學家德川光圀根據則天文字中的「圀」字改名為「德川光圀」，因為他認為「國」字裡的「或」字通「惑」而不吉。而為德川光圀剃度的「本國寺」也因此改名為「本圀寺」。
原本位在京都的六條堀川，因本末解體，昭和46年（1971年），移轉至山科的現在地。但是，塔頭16院（松林院、瑞雲院、一音院、詮量院、了圓院、勸持院、松陽院、林昌院、本妙院、智妙院、本實院、真如院、了光院、智了院、智光院、久成院）仍在六條的舊地，位在五條通南北猪熊通沿線。

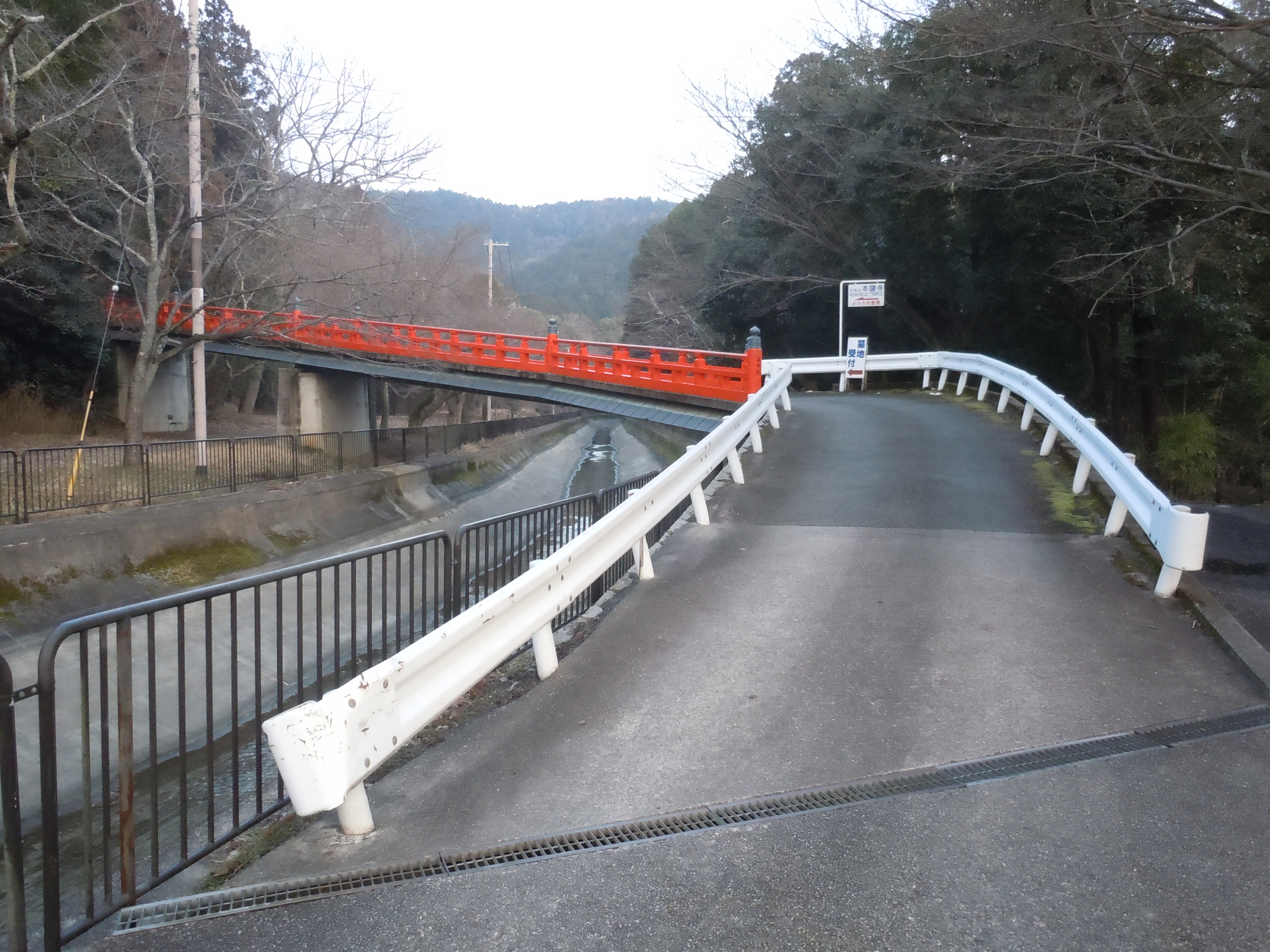
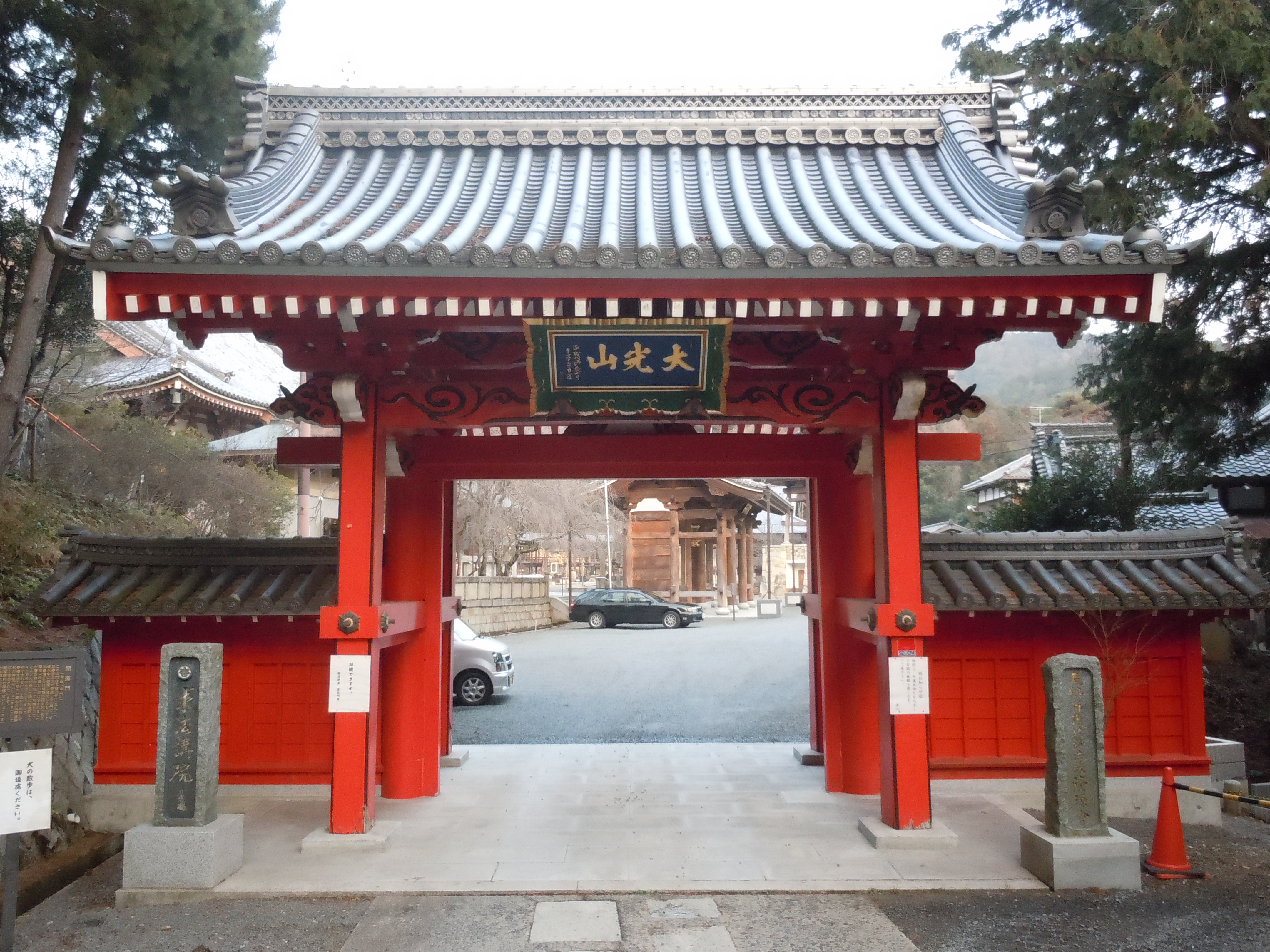
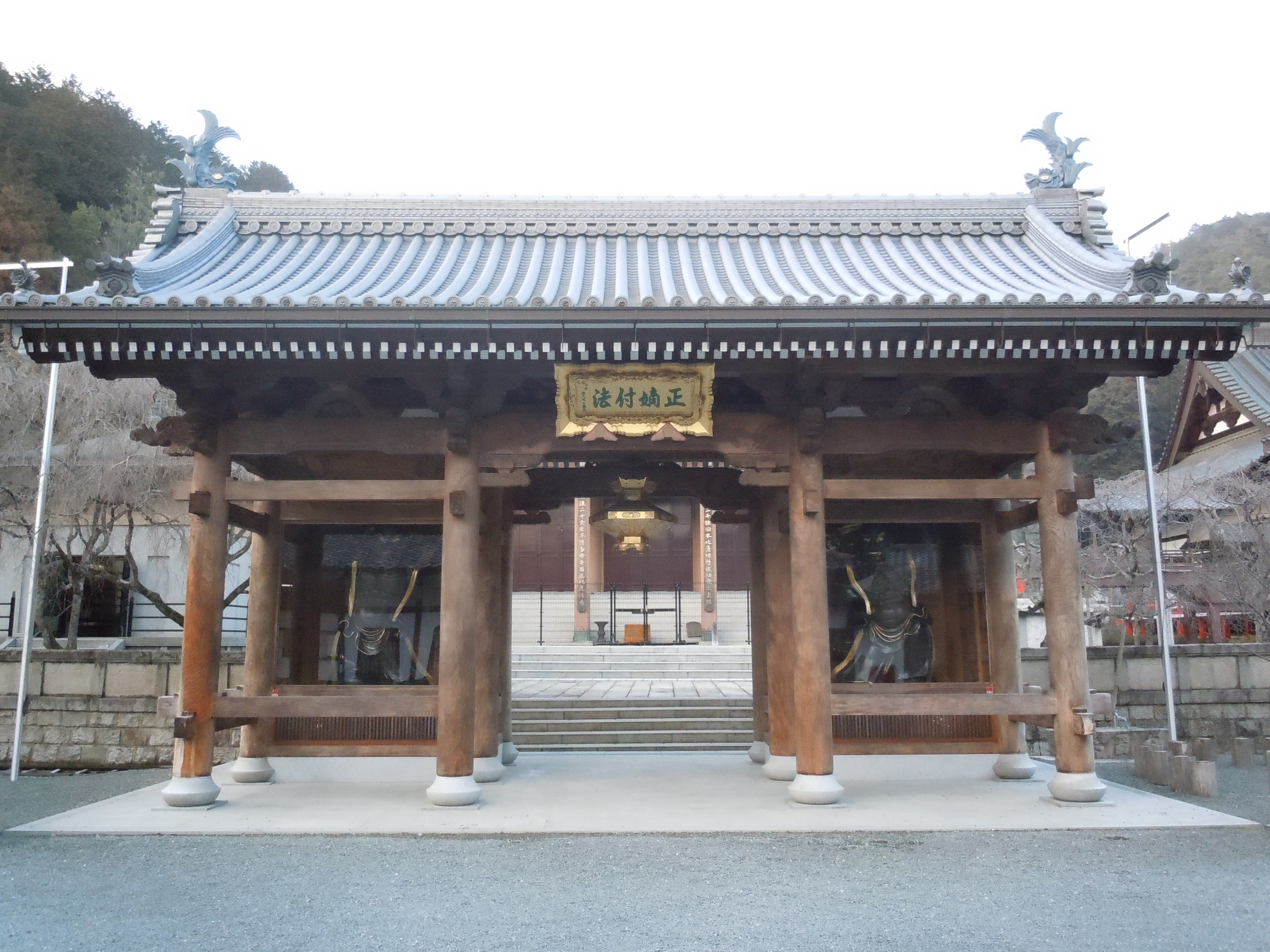
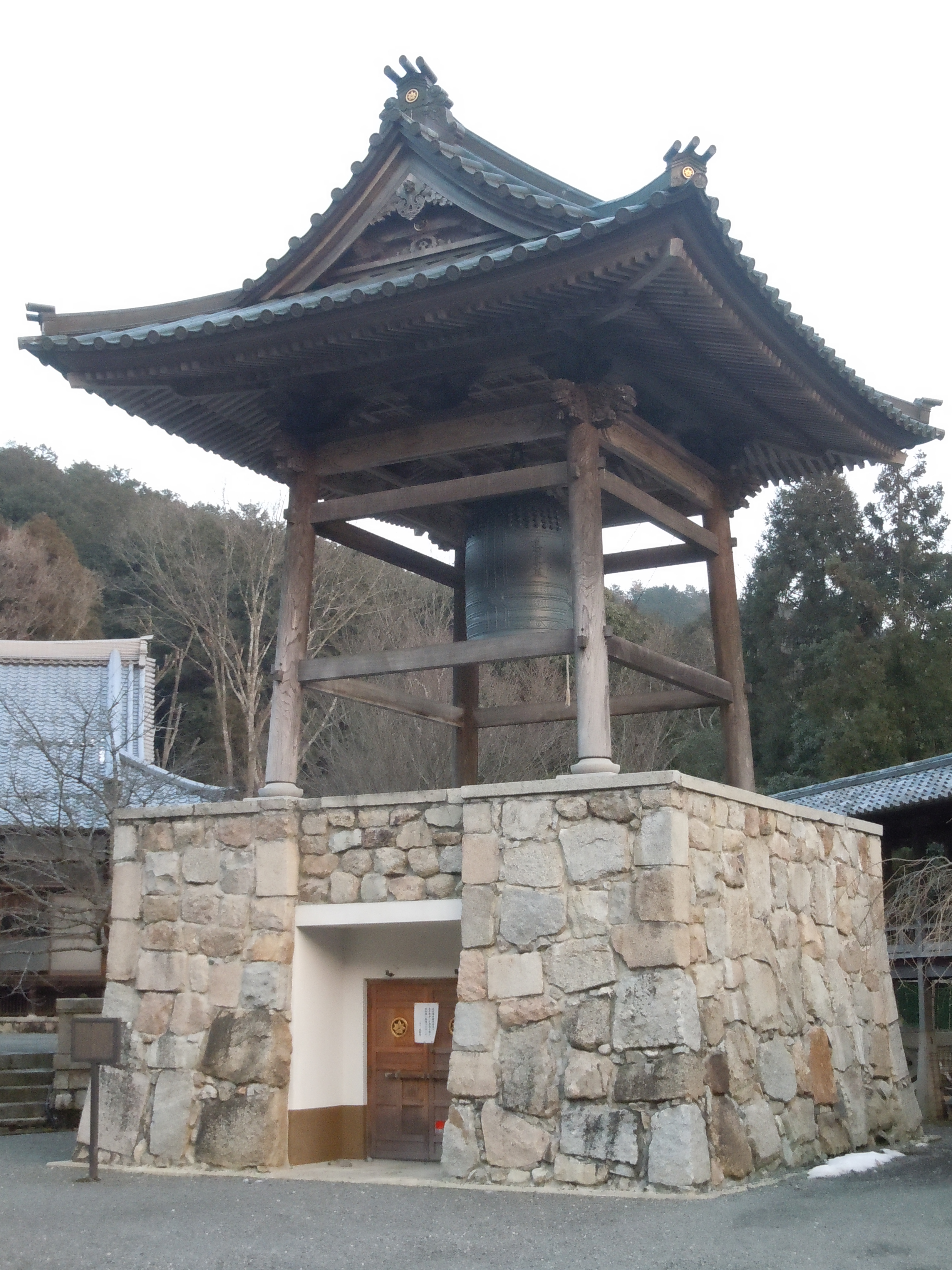
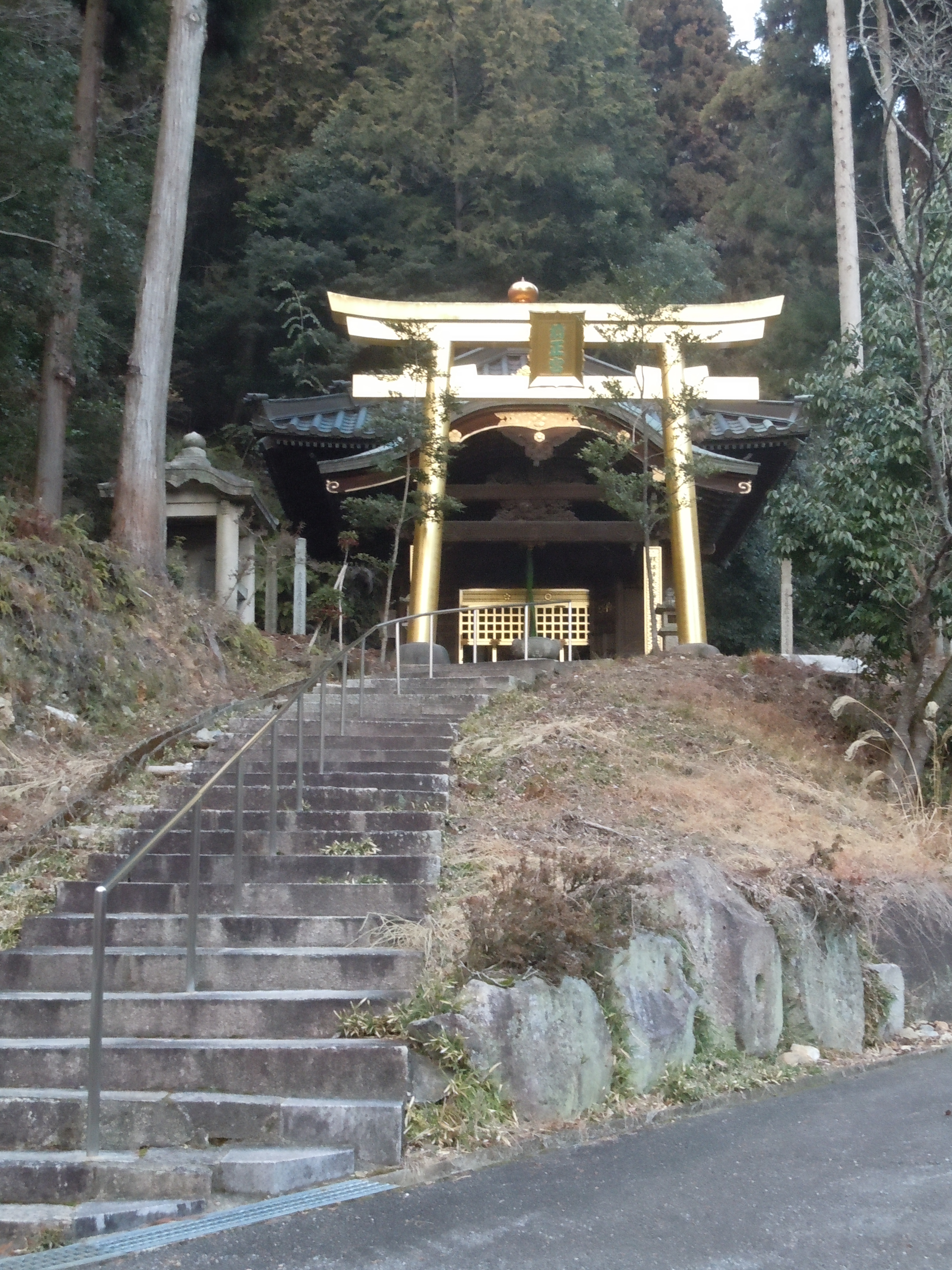

## 關連項目
- 妙顯寺

## 外部連結
- 大光山本圀寺